# Pietro Antonio Corsignani
Pietro Antonio Corsignani (Celano, 15 gennaio 1686 – Celano, 17 ottobre 1751) è stato un vescovo cattolico e storico italiano.

## Biografia
Fu vescovo di Venosa e noto storico della città di Celano. Il suo amore per la Marsica lo portò in alcuni casi anche ad inventare antiche iscrizioni e personaggi per poter giustificare i suoi ragionamenti.
Il vescovo fece parte dell'Accademia dell'Arcadia mentre a Celano fondò l'Accademia Velina.
Nel 1728 indisse il sinodo diocesano a Venosa, il primo dopo oltre un secolo. Ne pubblicò gli atti con il titolo Synodus diocesana Ecclesiae Venisinae e vi aggiunse sempre nello stesso anno l'opera storica Historica monumenta eiusdem Ecclesiae, che dedicò a Papa Benedetto XIII. Fece restaurare il palazzo vescovile di Venosa e la residenza estiva di Forenza e consacrò la chiesa dei Minori riformati.
Il 23 luglio 1738 fu trasferito alla diocesi di Valva e Sulmona.

### Gli studi sulla Marsica
Tra le sue opere di erudizione e studio di materia abruzzese Marsicana,  figurano il De viris illustribus Marsorum (1718) e i 2 libri della Reggia Marsicana, ovvero memorie topografico-storiche di varie colonie e città antiche e moderne della provincia de' Marsi. Questa opera, scritta in italiano a differenza delle altre, è un supplemento a uno studio già scritto da un suo predecessore sacerdote, Muzio Febonio, che nelle Historiae Marsorum (1678), raccolse le principali notizie storiche sulla Marsica, dalle origini al periodo italico e romano, medievale e contemporaneo, con uno sguardo sulla geografia e sul lago Fucino, e infine con una carrellata degli uomini famosi marsicani.
Il Corsignani, data l'incompiutezza dell'opera di Febonio a causa della sua morte, decise di raccogliere altro materiale storico, concentrandosi molto sugli antichi Marsi e sui personaggi famosi dell'epoca romana, riportando anche varie epigrafi romane e medievali. Tuttavia la critica moderna ha osservato che il Corsignani nonostante lo zelo di raccogliere memorie patrie, spesso inventò dei falsi circa le epigrafi e leggende di erudizione varie spacciate per meri fatti storici accaduti.

## Genealogia episcopale
La genealogia episcopale è:
- Cardinale Scipione Rebiba
- Cardinale Giulio Antonio Santori
- Cardinale Girolamo Bernerio, O.P.
- Arcivescovo Galeazzo Sanvitale
- Cardinale Ludovico Ludovisi
- Cardinale Luigi Caetani
- Cardinale Ulderico Carpegna
- Cardinale Paluzzo Paluzzi Altieri degli Albertoni
- Cardinale Gaspare Carpegna
- Cardinale Fabrizio Paolucci
- Cardinale Vincenzo Petra
- Vescovo Pietro Antonio Corsignani

## Opere
- De Viris illustribus Marsorum (1712)
- Reggia Marsicana, ovvero memorie topografico-storiche di varie colonie e città antiche e moderne della provincia de' Marsi (1738)
  - Parte I

- - Parte II

- Acta Santorum Simplici Costantii Vittoriani quorum relique Celani apud Marsos antiqua veneratione coluntur (1750)